# پیر کومبسکو
پیر کومبسکو (به فرانسوی: Pierre Combescot) نویسنده و روزنامه‌نگار قرن بیستم میلادی اهل فرانسه و زادهٔ شهر لیموژ (۱۹۴۰) است. او در ۱۹۸۶ برنده جایزه مدیسی و در سال ۱۹۹۱ برندهٔ جایزه گنکور شده است.